# Réflecteur (cryptologie)
Pour les articles homonymes, voir Réflecteur.
Le réflecteur est un composant de quelques machines à chiffrer munies de rotors, telle Enigma.

## Fonctionnement

Ce schéma montre le brouillage opéré par une machine Enigma dotée de trois rotors et un réflecteur. Le courant passe par un ensemble de rotors, est réfléchi par le réflecteur puis passe à nouveau dans les mêmes rotors.
La lettre A est appliquée (traits en rouge) différemment chaque fois que la même touche est enfoncée, premièrement sur G, puis sur C, parce que le rotor à la droite a tourné d'un cran, ce qui oblige le courant électrique à suivre un chemin différent.
Les traits en gris montrent d'autres possibilités de circuits dans chaque rotor, qui sont câblés pour permettre le contact entre chaque rotor.

Le réflecteur, dans une machine à chiffrer munie de rotors, renvoie un signal électrique qui a passé dans les autres rotors de l'appareil, forçant le signal à circuler à nouveau dans les mêmes rotors. Le réflecteur, appelé Umkehrwalze (UKW) en allemand, simplifie la configuration d'un même appareil pour chiffrer et déchiffrer, mais crée une faille dans le chiffrement : une lettre ne peut jamais être appliquée (au sens mathématique) sur elle-même. Cette restriction a permis à des chercheurs polonais et britanniques de briser le chiffrement d'Enigma pendant la Seconde Guerre mondiale.